# Ґаудинкі
Ґаудинкі (пол. Gaudynki, нім. Pappelheim) — село в Польщі, у гміні Ожиш Піського повіту Вармінсько-Мазурського воєводства.
Населення — 172 особи (2011).
У 1975-1998 роках село належало до Сувальського воєводства.

## Демографія
Демографічна структура станом на 31 березня 2011 року:
|          | Загалом | Допрацездатний вік | Працездатний вік | Постпрацездатний вік |
| -------- | ------- | ------------------ | ---------------- | -------------------- |
| Чоловіки | 94      | 21                 | 65               | 8                    |
| Жінки    | 78      | 17                 | 49               | 12                   |
| Разом    | 172     | 38                 | 114              | 20                   |